# Stefano di Ceccano
Stefano di Ceccano (né à Ceccano, dans le Latium, Italie, et mort le 18 février 1227 à Rome) est un cardinal italien du XIIIe siècle. Il est membre de l'ordre des cisterciens. D'autres cardinaux de sa famille sont Gregorio Gaetani (1099), Giordano di Ceccano, O.Cist. (1188), Teobaldo di Ceccano, O.Cist. (1275) et Annibaldo di Ceccano (1327).

## Biographie
Stefano di Ceccano est prieur et abbé de l'abbaye de Fossanova et est un ami intime de Dominique de Guzmán, le fondateur de l'ordre des dominicains.
Le pape Innocent III le crée cardinal lors du consistoire du 18 février 1212. Le cardinal di Ceccano est nommé camerlingue de la Sainte Église en 1219. 
Le cardinal di Ceccano participe à l'élection d'Honorius III en 1216.